# Nahta Cone
Der Nahta Cone ist ein kleiner Schlackenkegel im Cassiar Land District im Nordwesten der kanadischen Provinz British Columbia. Er hat eine Höhe von 1670 m und liegt in der Nähe der nördlichen Grenze des Arctic Lake Plateau, einer durch Gletscher verritzten Hochebene des Tahltan Highland, welches sich wiederum an der Westseite des Stikine Plateau erstreckt. Der Vulkan liegt etwa 70 km südsüdöstlich der Gemeinde Telegraph Creek ganz im Südwesten des Mount Edziza Provincial Park, eines der größten Provincial Parks in British Columbia.
Der Nahta Cone ist Teil des Mount Edziza Volcanic Complex und überlagert einen Kalkstein-Hügel. Der Gipfel des Kegels enthält einen kreisförmigen Krater, welcher an der Ostseite von der Quelle eines etwa 3 km langen Lavastroms durchbrochen wird, welcher sich erst nordwärts und dann westwärts in das Quellgebiet des Nahta Creek bewegte. Ejekta des Vulkans verteilen sich etwa 500 m nach Westen und 700 m nach Norden. Der Zugang zu diesem isolierten Vulkankegel ist auf Wasserflugzeuge und Helikopter beschränkt.

## Geographie
Der Nahta Cone liegt im Cassiar Land District im Nordwesten von British Columbia, Kanada, nahe der Nordgrenze des Arctic Lake Plateau.:235 Er hat eine Höhe von 1670 m und ragt etwa 60 m über die glazial verritzte Oberfläche des Plateaus; der kreisförmige Krater am Gipfel ist im Osten durchbrochen.:235 Den Vulkan umgeben das Mess Creek Valley im Westen, die Wetalth Ridge und der Little Arctic Lake im Osten, der Tadekho Hill im Nordosten, der Exile Hill im Norden und der Arctic Lake im Süden. Zwischen dem Nahta Cone und dem Tadekho Hill liegt der Nahta Creek, welcher westwärts durch ein Tal bis in den Mess Creek fließt, einem nordwestwärts strömenden Nebenfluss des Stikine River.
Der Nahta Cone liegt ganz im Südwesten des Mount Edziza Provincial Park, etwa 70 km südsüdöstlich der Gemeinde Telegraph Creek. Mit einer Fläche von 266.180 ha ist der Mount Edziza Provincial Park einer der größten Provincial Parks in British Columbia; er wurde 1972 als „Schaufenster“ der Vulkanlandschaft eröffnet. Der Park umfasst auch die Spectrum Range im Nordosten und den Mount Edziza weiter im Norden, welche durch das breite von Ost nach West verlaufende Tal des Raspberry Pass getrennt sind.:104 Der Mount Edziza Provincial Park liegt im Tahltan Highland, einer nach Südosten strebenden Hochebene, die sich an der Westseite des Stikine Plateau erstreckt.:49

## Geologie
Der Nahta Cone ist der südlichste Schlackenkegel der Big-Raven-Formation, der jüngsten und vom Volumen her kleinsten geologischen Formation des Mount Edziza Volcanic Complex.:214:10,11 Er entstand an der Spitze eines Kalkstein-Hügels, welcher eine Schichtfläche zwischen frühdevonischen Granitoiden und unterkarbonischen vulkanischen Gesteinen der Stikine Assemblage überlagert, den ältesten exponierten geschichteten Gesteinen des Stikine-Terrans, der im Jura an den Kontinentalrand von Nordamerika akkretiert wurde.:26,39:137,141:4 Fünf winzige Hawaiit-Kegel aus schwarzen und ziegelroten Scoria-Blöcken bilden den Nahta Cone; der Hawaiit enthält Einsprenglinge aus Olivin und Plagioklase.:235:141 Der Nahta Cone ist etwas älter als The Ash Pit im Mess Lake Lava Field, welcher der jüngste Schlackenkegel des Mount Edziza Volcanic Complex sein könnte.:235,236
Der Nahta Cone war die Quelle von pyroklastisch abgelagerter Tephra und eines rund 3 km langen Lavastroms, welcher sich erst nordwärts, später westwärts in das  Quellgebiet des Nahta Creek erstreckte.:235 Die pyroklastisch abgelagerte Tephra ist lapilligroß und bis etwa 500 m westlich und 700 m nördlich des Kegels verbreitet, was nahelegt, dass der Vulkan mindestens zweimal bei unterschiedlichen Windverhältnissen aktiv war.:235:141 Die Erosion hat die blockartige Oberfläche des Lavastroms nicht verändert, aber der Nahta Creek hat an seinem quellfernen Ende begonnen, einen neuen Kanal durch den blockierenden Lavastrom zu graben.:235 Der kanadische Vulkanologe Jack Souther ermittelte 1970 mithilfe der Radiokarbondatierung 1.340 Jahre als Alter des Lavastroms.:141

## Name und Etymologie

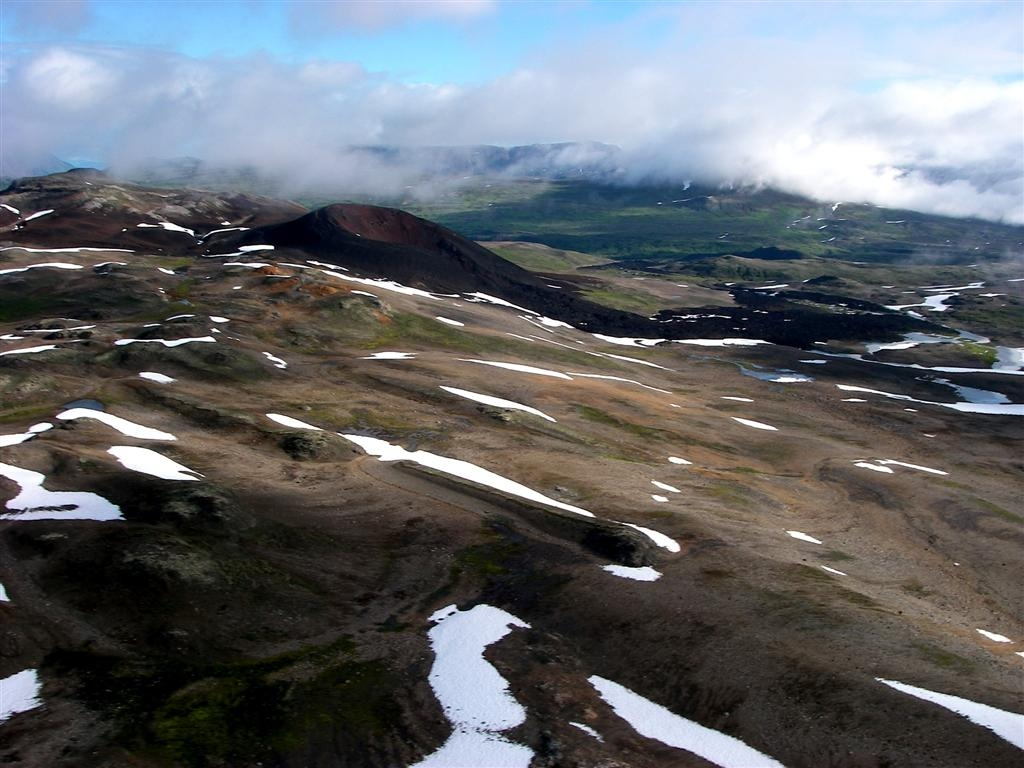
Der Nahta Cone und ein Lavastrom von Südosten mit der wolkenverhangenen Spectrum Range im Hintergrund

Der Name des Vulkans wurde am 2. Januar 1980 durch die Geological Survey of Canada offiziell anerkannt und auf der Karte 104G/7 des National Topographic System eingetragen, nachdem er vom Büro der BC Geographical Names vorgeschlagen wurde. In der Sprache der Tahltan bedeutet er „sieben“, was sich auf die sieben letzten Überlebenden des Volkes der Wetalth bezieht, welche von den Tahltan in der Vergangenheit ausgestoßen oder ausgebeutet wurden. Mehrere andere Objekte auf dem Arctic Lake Plateau wie die Wetalth Ridge, der Outcast Hill, der Exile Hill und der Tadekho Hill tragen ebenfalls Namen, die im Tahltan wurzeln und die am 2. Januar 1980 offiziell wurden.:199, 320 In seinem Bericht The Late Cenozoic Mount Edziza Volcanic Complex, British Columbia von 1992 gab Jack Souther dem Nahta Cone das Numeronym AL-1.:214

## Zugang
Der Nahta Cone kann mithilfe von Wasserflugzeugen und Helikoptern erreicht werden; beide Verkehrsmittel können in den Gemeinden Iskut und Dease Lake gechartert werden.:31 Der Arctic Lake, etwa 7 km südlich des Natha Cone, und der Little Arctic Lake, etwa 3 km östlich von ihm, sind für die Nutzung durch Wasserflugzeuge groß genug.:31 Landungen mit privaten Flugzeugen auf dem Little Arctic Lake erfordern eine schriftliche Genehmigung des BC Parks Stikine Senior Park Ranger.